# Plexippoides annulipedis
Plexippoides annulipedis är en spindelart som först beskrevs av Saito 1939.  Plexippoides annulipedis ingår i släktet Plexippoides och familjen hoppspindlar. Inga underarter finns listade i Catalogue of Life.